# Yaginumaella longnanensis
Yaginumaella longnanensis es una especie de araña saltarina del género Yaginumaella, familia Salticidae. Fue descrita científicamente por Yang, Tang & Kim en 1997.
Habita en China.